# Charaxes smaragdalis
Charaxes smaragdalis is een vlinder uit de familie van de Nymphalidae. De wetenschappelijke naam van de soort is voor het eerst geldig gepubliceerd in 1865 door Arthur Gardiner Butler.

## Kenmerken
Het blauw op de bovenvleugels van het mannetje is donker en glanzend, dit in tegenstelling tot het vrouwtje.

## Verspreiding en leefgebied
Deze vlindersoort komt voor van Sierra Leone tot Ghana.

## Leefwijze
De vlinder drinkt sappen uit rottende vruchten.